# ارنست پلیشکه

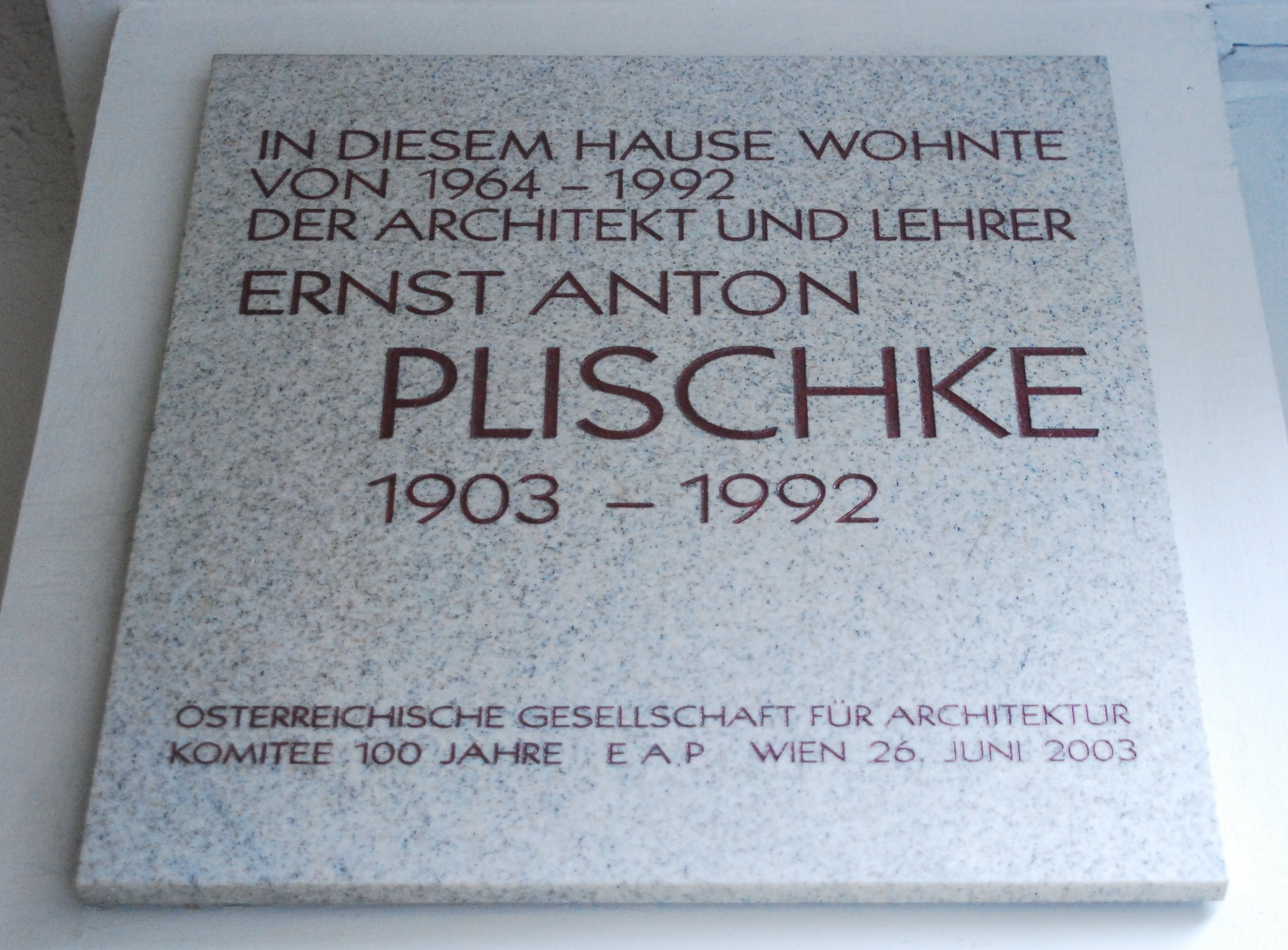
نمایی از سنگ‌مزار ارنست پلیشکه - ۲۰۱۲

ارنست پلیشکه (انگلیسی: Ernst Plischke؛ ۲۶ ژوئن ۱۹۰۳ – ۲۳ مه ۱۹۹۲) یک معمار اهل اتریش بود وی به عنوان یکی از معماران مشهور سبک بین‌المللی شناخته می‌شود.